# Каламандрана
Каламандра̀на (на италиански: Calamandrana; на пиемонтски: Camendran-a, Камендран-а) е село и община в Северна Италия, провинция Асти, регион Пиемонт. Разположено е на 151 m надморска височина. Населението на общината е 1807 души (към 2010 г.).